# Ciências humanas
As ciências humanas são disciplinas do conhecimento criteriosamente organizados da produção criativa humana. O ponto comum entre essas disciplinas é o objetivo de desvendar as complexidades da sociedade humana, do aparelho psíquico e de suas criações, ou seja, têm o ser humano como seu objeto de estudo ou o seu foco. Englobam, portanto, o pensamento e a produção de conhecimento sobre a condição humana a partir de discursos específicos. O termo "ciências humanas" é comumente empregado de forma confusa, ora se referindo estritamente às humanidades, ora se referindo ao conjunto ciências sociais e humanidades. Contudo, o discernimento entre humanidades e ciências sociais é importante, visto que humanidades não são necessariamente aderentes ao método científico, enquanto as ciências sociais de fato são. Alguns exemplos das disciplinas do conhecimento das humanidades são Filosofia, Letras (seja em Línguas Modernas ou Clássicas), Filologia, Teologia e Artes. Exemplos de ciências sociais são: Sociologia, Antropologia, Ciência política, Psicologia, Arqueologia e Geografia. A História é um caso limítrofe, ora sendo classificada como humanidade, ora como ciência social, ora como um mecanismo de ambas as partes.
Assim como a condição humana, as ciências humanas têm um caráter múltiplo: ao mesmo tempo em que engloba características teóricas em ramos tais como linguística, gramática e filosofia, engloba características práticas através do jornalismo, comunicação social e direito, além de englobar características subjetivas quando entra-se no ramo da arte.
Muitas pessoas confundem sub áreas de Ciências Humanas com Ciências Sociais Aplicadas, onde, no caso desta última área, encontra-se cursos, tais como: Direito, Administração de Empresas, Cinema, Design, Dança, etc.

## Definições

### Significado de "ciência"
De acordo com os positivistas, o único conhecimento científico autêntico é aquele que vem da comprovação das teorias através de método científico rigoroso, a aplicação de conhecimento ou matemática. Como resultado da influência positivista, o termo ciência é frequentemente empregado como sinônimo de Ciência empírica. A ciência empírica é baseada no conhecimento sobre o método científico, uma abordagem sistemática primeiramente desenvolvida para a verificação de teorias que lidam com fenômenos físicos naturais, enfatizando a importância da experiência baseada na observação sensorial. No entanto, mesmo no que diz respeito às ciências naturais, existem algumas diferenças de opinião entre os cientistas e filósofos da ciência sobre o que diz respeito ao que constitui o método científico válido - por exemplo, em biologia evolutiva, geologia e astronomia, que estudam muitos eventos que não podem ser repetidos, pode ser utilizado um método de narrativas históricas.
Recentemente o uso do termo foi estendido para o estudo dos fenômenos sociais humanos, deste modo, as ciências naturais e as ciências sociais são comumente classificadas como ciência, ao passo que o estudo dos clássicos como línguas, literatura, música, filosofia, história, religião e as artes visuais são referidos como humanidades. A ambiguidade com relação ao significado do termo ciência é agravada pelo uso generalizado do termo ciência formal com referência a qualquer uma das várias ciências que são predominantemente preocupadas com a forma abstrata que não pode ser validado pela experiência física por meio dos sentidos, como a lógica, matemática e os ramos teóricos da ciência da computação, teoria da informação e estatística.

## História
As ciências humanas (também conhecida como ciência social humanista e ciência moral) refere-se à investigação da vida e atividades humanas através da metodologia fenomenológica, que reconhece a validade tanto da experiência sensorial quanto psicológica, incluindo, mas não necessariamente limitando, os modos humanísticos dentro do campo das ciências sociais e humanidades, como a história, sociologia, antropologia e economia. Utilizando de uma metodologia empírica que engloba experiência psicológica, contrasta com a abordagem puramente positivista típica das ciências naturais, que excluem todos os métodos que não são baseadas em observações sensoriais. Assim, o termo é frequentemente usado para distinguir não só o conteúdo de um campo de estudo das ciências naturais, mas também a sua metodologia.
O termo ciência moral foi utilizado por Hume em sua Investigação sobre os Princípios da Moral para referir-se ao estudo sistemático da natureza e relações humanas. Hume desejava estabelecer uma "ciência da natureza humana" com base em fenômenos empíricos e excluindo tudo o que não provém de observação. Rejeitando explicações teleológicos, teológicas e metafísicas, Hume procurou desenvolver uma metodologia essencialmente descritiva - onde os fenômenos deveriam ser caracterizados com precisão. Hume também enfatizou a necessidade de explicar cuidadosamente o conteúdo cognitivo de ideias e vocabulários, relacionando-as às suas raízes empíricas e significado no mundo real.
Posteriormente, surgiram pensadores que tinham as ciências humanas como objeto de estudo e seguiram a linha de pensamento de Hume. Adam Smith, por exemplo, concebeu a economia como uma ciência moral, no sentido de Hume.